# Radeon
Radeon  ([ˈreɪdiɒn]) — є брендом комп’ютерної продукції, в т.ч графічних процесорів, пам'яті з довільним доступом, програмне забезпечення для RAM-диск і твердотільні накопичувачі, вироблені Radeon Technologies Group, підрозділом Advanced Micro Devices (AMD). Бренд був випущений у 2000 році компанією ATI Technologies, як заміна серії Rage. AMD придбала компанію в 2006 році за 5,4 мільярда доларів США.

## Radeon Graphics
Radeon Graphics є наступником лінійки Rage. Можна приблизно розрізнити три різні сімейства мікроархітектур: сімейство фіксованих конвеєрів, сімейства уніфікованих шейдерних моделей TeraScale і Graphics Core Next. ATI/AMD розробили різні технології, такі як TruForm, HyperMemory, HyperZ, XGP, Eyefinity для налаштування кількох моніторів, PowerPlay для енергозбереження, CrossFire (для кількох графічних процесорів) або Hybrid Graphics. У деяких моделях лінійки продуктів Radeon також можна знайти ряд блоків ТІМС: Unified Video Decoder, Video Coding Engine і TrueAudio.
Раніше бренд був відомий лише як «ATI Radeon» до серпня 2010 року, коли його перейменували, щоб підвищити впізнаваність бренду AMD у глобальному масштабі. Продукти до серії HD 5000 включно мають марку ATI Radeon, тоді як серія HD 6000 і далі використовують нову марку AMD Radeon.
11 вересня 2015 року бізнес AMD із графічними процесорами був розділений на окремий підрозділ, відомий як Radeon Technologies Group, з Раджою Кодурі як старшим віце-президентом і головним архітектором.

### Виробники відеокарт Radeon Graphics
AMD не поширює карти Radeon безпосередньо споживачам (хоча можна знайти деякі винятки). Замість цього він продає графічні процесори Radeon стороннім виробникам, які створюють і продають відеокарти на основі Radeon, OEM і роздрібним каналам. Виробники карт Radeon, деякі з яких також виготовляють материнські плати, включають ASRock, Asus, Biostar, Club 3D, Diamond, Force3D, Gainward, Gigabyte, HIS, MSI, PowerColor, Sapphire, VisionTek і XFX.

## Покоління графічних процесорів
Ранні покоління ідентифікувалися за допомогою числа та великого/мінорного алфавітного префікса. Наступним поколінням були присвоєні кодові імена. Нові або сильно перероблені архітектури мають префікс R (наприклад, R300 або R600), а незначні модифікації позначаються префіксом RV (наприклад, RV370 або RV635).
Перша похідна архітектура, RV200, не відповідала схемі, використаній пізнішими чипами.
| Серія | Підтримка API                      | Підтримка API | Опис |
| Серія | DirectX                            | OpenGL        | Опис |
| ----- | ---------------------------------- | ------------- | --- |
| R100  | DirectX 7.0                        | OpenGL 1.3    | Перше покоління GPU з повною підтримкою DirectX 7. Випуск почався в 2000 році. Перші моделі — Radeon SDR, DDR и 7000/VE. Остання модель — Radeon 7500. |
| R200  | DirectX 8.1                        | OpenGL 1.4    | Друге покоління Radeon. Мало програмовану шейдерну архітектуру і підтримувало піксельні шейдери 1.4. Дана серія включає: Radeon 8500 — 9200, 9250. |
| R300  | DirectX 9.0                        | OpenGL 2.0    | DirectX 9.0 серія, представлена в 2002 році, дозволила ATI на кілька років вийти в лідери продуктивності при використанні піксельних шейдерів 2. Дана серія включає: Radeon 9500 — 9800, X300 — X600, X1050. |
| R420  | DirectX 9.0b                       | OpenGL 2.0    | Заснована на попередньому поколінні, ця серія має підтримку розширеної шейдерної моделі другого покоління. Шейдерна модель 2b пропоную дещо більшу гнучкість програмування. Дана серія включає: Radeon X700 — X850.                                                                                                 |
| R520  | DirectX 9.0c                       | OpenGL 2.0    | Серія DirectX 9.0c відеокарт, з повною підтримкою шейдерної моделі 3.0. Вийшла жовтні 2005, мала багато покращень, серед яких рендеринг з плаваючою комою, необхідний для використання HDR рендерингу разом з анти-аліасингом. Дана серія включає: X1300 — X1950.                                                   |
| R600  | DirectX 10.0/ DirectX 10.1 (RV670) | OpenGL 2.0    | Перша серія GPU Radeon з підтримкою Direct3D 10.0. Дана серія включає відеокарти HD 2400, HD 2600 і HD 2900. Також в цьому поколінні є відеокарти з підтримкою DirectX 10.1, це серія HD 3800. |
| R700  | DirectX 10.1                       | OpenGL 3.1    | Вперше використана пам'ять типу GDDR5. |
| R800  | DirectX 11                         | OpenGL 3.1    | Вихід на ринок відеокарт з підтримкою DirectX 11, відомих під іменем Cypress, відбувся 22 вересня 2009 року. Cypress XT має ім'я Radeon HD 5870, а Cypress PRO — Radeon HD 5850. Відеокарти оснащені пам'яттю об'ємом від 1 Гб GDDR5 і підтримуютьс технологію ATI Eyefinity (підключення трьох і більше дисплеїв). |

## Radeon SSD
AMD планувала вийти на ринок твердотільних накопичувачів з впровадженням моделей R7, що працюють на контролері Indilinx Barefoot 3 і флеш-пам'яті Toshiba 19 нм MLC, і спочатку були доступні в розмірах 120G, 240G, 480G. SSD серії R7 був випущений 9 серпня 2014, який включав флеш-пам'ять Toshiba A19 MLC NAND, контролер Indilinx Barefoot 3 M00. Ці компоненти такі ж, як і в моделі SSD, OCZ Vector 150.